# キノボース
キノボース（quinovose）は、天然に存在するデオキシ糖の一種。6-デオキシグルコース。